# Ida Boman
Ida Boman, född 1 april 2003 i Sollentuna, är en svensk ishockeyspelare som spelar för Djurgården. Boman har även medverkat i svenska landslaget och gjorde sin debut år 2024. Säsongen 2023/2024 vann hon priset som bästa målvakt i SDHL.